# 11179 Ahmadperez
11179 Ahmadperez è un asteroide della fascia principale. Scoperto nel 1998, presenta un'orbita caratterizzata da un semiasse maggiore pari a 2,5491700 au e da un'eccentricità di 0,0841915, inclinata di 5,48216° rispetto all'eclittica.